# Ванжина Долина (Хорольский район)
Ванжина Долина (укр. Ванжина Долина) — село,
Штомпелевский сельский совет,
Хорольский район,
Полтавская область,
Украина.
Население по переписи 2001 года составляло 33 человека.
Население на 2019 год составляет 3 человека.

## Географическое положение
Село Ванжина Долина находится на расстоянии в 1 км от сёл Ковтуны, Штомпелевка и Ставки.
По селу протекает пересыхающий ручей с запрудой.
Рядом проходит автомобильная дорога М-03 и
железная дорога, станция Хорол в 3-х км.

## История
До 1941 называлось Богвивка
На карте 1869 года Боговка